# Fraissinet lo Gelat
Fraissinet lo Gelat (en francès Frayssinet-le-Gélat) és un municipi francès situat al departament de l'Òlt i a la regió d'Occitània.

## Demografia
| 1962                                       | 1968 | 1975 | 1982 | 1990 | 1999 | 2006 |
| ------------------------------------------ | ---- | ---- | ---- | ---- | ---- | ---- |
| 424                                        | 447  | 369  | 355  | 412  | 385  | 400  |
| Des de 1962: població sense dobles comptes |      |      |      |      |      |      |

## Història
El 21 de maig de 1944, la 2a Divisió SS Das Reich - que havia protagonitzat la massacre de Tula i la matança d'Oradour-sur-Glane - enregirà la vila, sospitosa d'amagar un important grup de la resistència francesa. Finalment tres dones foren forcades i onze homes afusellats. A la plaça de la vila hi ha un monument en homenatge a les víctimes de la barbàrie nazi.

## Administració
| Període | Identitat         | Partit |
| ------- | ----------------- | ------ |
| 2001-   | Christian Laville |        |